# Werner Bodendorff
Werner Bodendorff, né en 1958 à Radolfzell (Bade-Wurtemberg, Allemagne), est un hautboïste, musicologue et écrivain allemand. Il est spécialiste de Franz Schubert, de Werner Egk ainsi que de musique d'église et d'harmonie.